# 爱丽丝梦游仙境
《愛麗絲夢遊奇境》（英語：Alice's Adventures in Wonderland，簡稱），或稱《愛麗絲夢遊奇境記》，是英國數學家查爾斯·路特維奇·道奇森以筆名路易斯·卡羅出版的兒童文學作品。故事的主角愛麗絲，從兔子洞掉進充滿擬人化動物的夢幻世界，遇到各種懂得說話的動物。1865年出版以來一直深受老少讀者喜愛。《愛麗絲夢遊奇境》是典型的奇幻文學，亦是極具影響力的童話故事。已被翻译为174种语言出版。

## 歷史
《愛麗絲漫遊奇境》於1865年出版。故事原形乃是1862年7月4日，作者與魯賓遜·達克華斯及三位女孩於泰晤士河同遊。三位女孩當中，有一位名叫愛麗絲·李德爾；她們的父親正是牛津大學及威斯敏斯特學校的校長亨利·喬治·李德爾。
他們由牛津附近的愚笨桥開始，划船到五哩外一條名叫戈斯托的村莊。途中，他們為了消磨時間，道奇森就在船上向三位女孩講了一個應她們要求「越荒誕越好」的幻想冒險故事，而故事的主角正好就是他最疼愛的三姊妹之中的二女兒愛麗絲。
三位女孩都很喜歡這個奇妙的故事，事後同船的友人，以及與故事主角同名的愛麗絲更希望道奇森能把故事寫下來。道奇森雖然當晚就把故事記錄下來，但之後又拖延超過二年，增補新情節與多首詩，才終於完成該作品。他於1864年11月26日把手寫原稿連同親手繪畫的插圖，一併送給愛麗絲·李德爾。最初，他的原稿命名為《愛麗絲地底之旅》（Alice's Adventures Under Ground）。一些愛麗斯故事的研究者如馬丁·嘉德納（Martin Gardner）估計，道奇森可能還有較早的手稿，但他抄了更完整的版本之後，便將初稿毀掉。不過，此推斷仍未得到初步的證實。
事實上，道奇森將原稿送予愛麗絲以前，已經將其由15,500詞擴展至25,500詞，並準備將作品發佈。其中，他花了大量筆墨於柴郡貓及瘋狂下午茶（A Mad Tea Party）等章節；他亦與負責插畫的政治諷刺漫畫家约翰·坦尼尔密切合作。1865年，他終於以筆名路易斯·卡羅出版《愛麗絲夢遊仙境》。
由於坦尼爾對插畫的印刷品質並不滿意，於是他們決定收回共二千冊初版，而新版於同年12月就印刷好。初時，道奇森授權予紐約阿普頓出版社（Appleton）印刷初版。其實，除了出版社不同外，初版的釘裝與1866年由麥克米倫出版的沒有兩樣。
儘管一開始評論家給予的評價普遍不佳，稱之為「毫無條理、一群怪人的瘋人瘋語」，但《愛麗絲夢遊仙境》的故事卻意外大受歡迎，其天馬行空、奇想天外的劇情，以及令人拍案的雙關語、諧音語言遊戲，多首惡搞當代著名鵝媽媽童謠或詩歌的胡鬧詩（nonsense verse），讓它很快便廣受喜愛，就連當時的維多利亞女王和年輕的奧斯卡·王爾德都是它的狂迷，而出版社當然忙著加印。至今，《愛麗絲漫遊奇境》已經被翻譯成125種語言，版次過百，又多次被拍成電影。
多年以來，《愛麗絲漫遊奇境》成為大量舞台劇、電影及電視節目的藍本。有些版本亦把續集《愛麗絲鏡中奇遇》包含在內。
在2003年英国广播公司「大閱讀」活動票選出的「有史以来最受讀者喜愛的小說」中，《愛麗絲漫遊奇境》排在第30名。

## 故事大綱

### 第一章：掉進兔子洞（Down The Rabbit Hole）

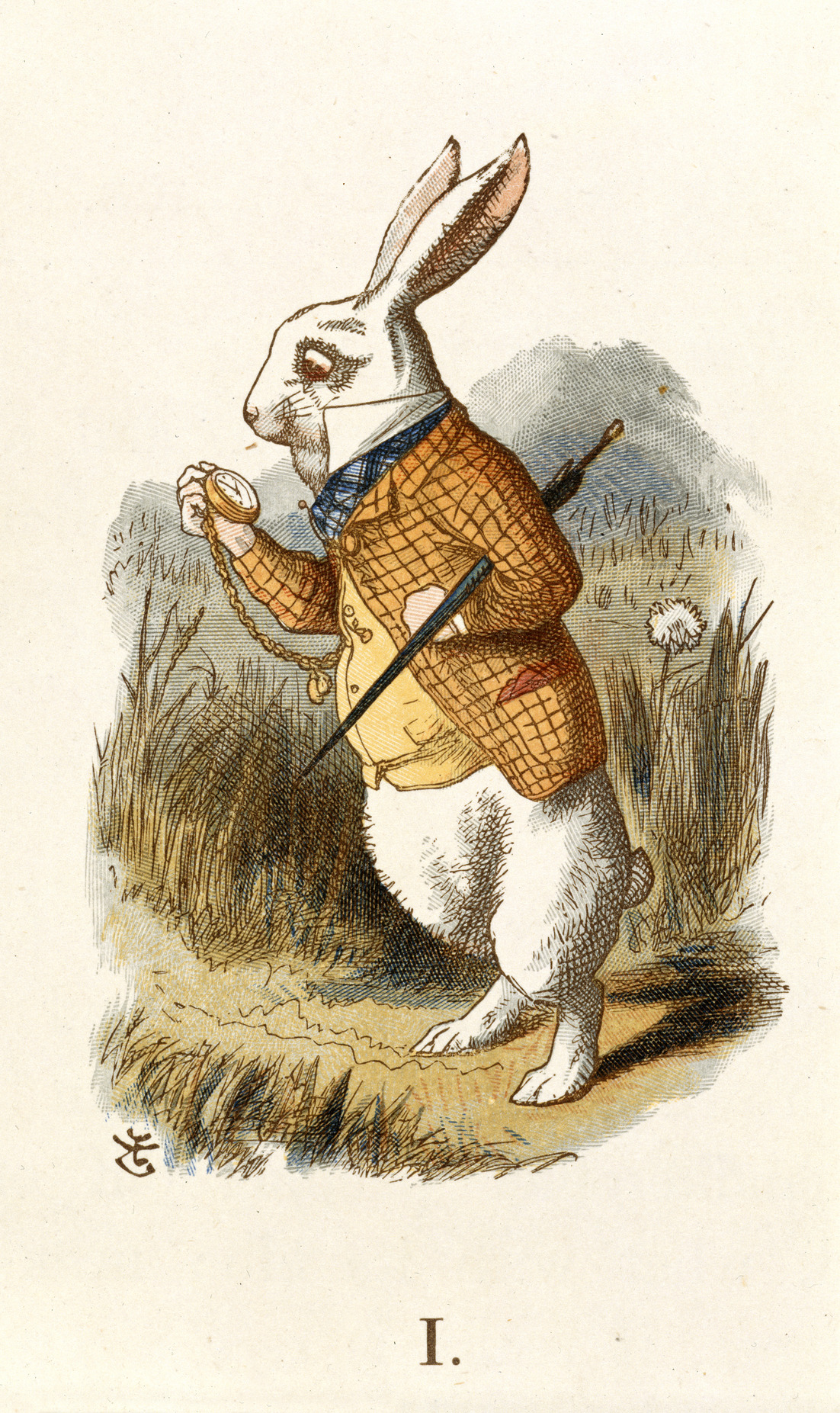
白兔先生。

一天，悶悶不樂的愛麗絲跟姊姊同坐於河畔。忽見一隻古怪的白兔走過──牠穿戴打扮，手持懷錶，自言自語，行色匆匆。好奇的愛麗絲跟著牠跑，跳進兔子洞裡去。這個洞非常非常深，過了很久，愛麗絲終於著地。她驚覺自己身處奇怪的大廳，四周儘是大大小小的門，而所有門都被上了鎖。她撿到一條門匙，卻僅能開啟一道小門。由於這道門實在太小了，她只能望過去，卻發現那邊有個標緻的花園。她把門匙放在桌上，並在大廳別處找到一瓶寫著「喝我」的飲料。愛麗絲不由分說把它喝完，發現自己縮小了，當能穿過小門，卻拿不回桌上的門匙。慌亂之際，她撿到一件寫著「吃我」的蛋糕。這一次，愛麗絲吃掉它後竟又急速變大，大得連頭頂也貼著天花板了。

### 第二章：淚水之潭（The Pool of Tears）

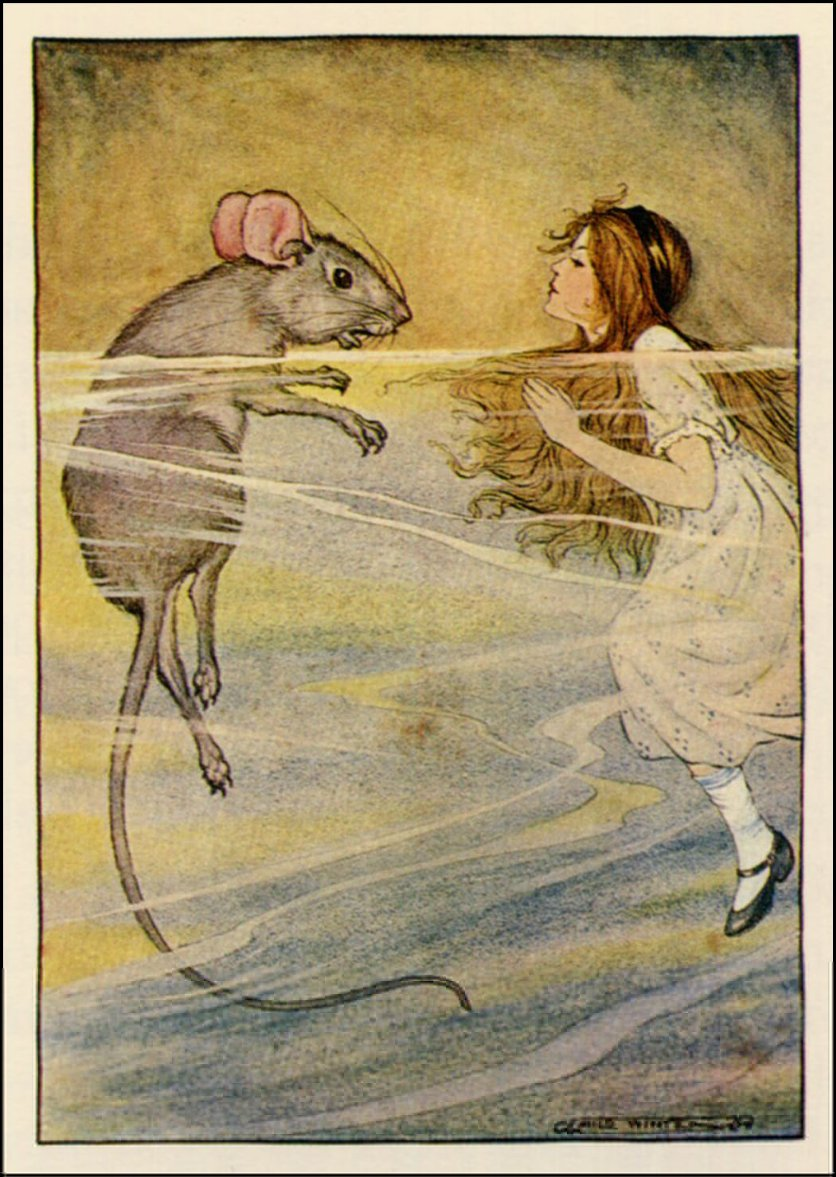
掉進淚水中的老鼠和愛麗絲。

愛麗絲不禁大哭起來，整個門廳儘是淚水。她不經意地撿起一把扇子，身體竟又變小了，她不得不在自己的淚水中遊走。途中，她遇到一隻同在游泳的老鼠。愛麗絲想要跟牠閒聊幾句，卻總是把她的家貓「黛娜」掛在嘴邊，結果當然觸怒了視貓為死敵的老鼠。

### 第三章：無謂的競賽和長長的故事（The Caucus Race and a Long Tale）
淚水沖走了其他動物和雀鳥；一時間，愛麗絲已被一群動物包圍。他們聚集在岸邊，討論如何弄乾身體。老鼠發表了一場有關威廉一世的冗長演說，愛麗絲聽罷覺得無聊極了；渡渡鳥則認為最好的方法就是舉行一場無結果的比賽：大家繞圈跑，而沒有勝負之分。愛麗絲懵懵懂懂的又說起家貓，結果把所有動物都又嚇跑了。

### 第四章：白兔先生與蜥蜴比爾（The Rabbit Sends a Little Bill）
令愛麗絲掉進地底的白兔先生又出現了。這一回，他在尋找公爵夫人的手套和扇子。白兔先生命令愛麗絲入屋拿回物品，可是，愛麗絲剛進屋，看到一塊餅乾便吃了起來，身體又變大了，嚇壞了的白兔先生，於是命令園丁蜥蜴比爾從煙囪爬進屋內以尋失物。此時，屋外已經聚集了一群動物，他們呆呆地看著愛麗絲偌大的手臂，並開始向她猛投卵石。卵石卻化成一件件蛋糕；愛麗絲把它們一一吃下，身體又縮小了。

### 第五章：毛毛蟲的建議（Advice from a Caterpillar）
愛麗絲見到一棵蘑菇，上面坐著一條藍色的毛蟲。他抽著水煙，向愛麗絲探問起來。愛麗絲回應他，自己正在個性轉變期之中，時常心緒不寧，她甚至連一首詩都記不起來。毛蟲離開之前，告訴了她蘑菇的秘密：吃其中一半會使她變高，吃另一半會使她變矮。於是，她把蘑菇一分為二，果然，吃其中一半使她矮小無比，吃另一半則令她的脖子增長。她的腦袋直達樹叢之中，樹上的鴿子甚至誤以為她長長的脖子是一條毒蛇。經過一番努力，愛麗絲終於恢復原來的身高。她蹣跚地走，偶然進入了一個小莊園。同時，她又利用蘑菇調校最適合的身高。

### 第六章：小豬與胡椒（Pig and Pepper）
魚先生想把邀請信交予屋內的公爵夫人，於是將事情交託給蛙先生。愛麗絲觀察著這個過程，並跟蛙先生講了一堆晦澀難懂的話，最後還是讓自己走進屋內。原來公爵夫人的廚娘正把碗碟亂扔和煮濃湯，並加入了大量胡椒。胡椒實在太多了，令愛麗絲、公爵夫人和她的嬰兒不停打噴嚏，廚子和咧著嘴笑的柴郡貓卻不受影響。嬰兒不禁嚎啕大哭，而一向脾氣暴躁的公爵夫人當然對此十分厭惡，最後還把嬰兒交給愛麗絲照顧。愛麗絲抱著嬰兒走，不久卻驚覺嬰兒竟變成了一頭豬。

### 第七章：瘋狂下午茶（A Mad Tea Party）
柴郡貓在樹上出現，向愛麗絲指示往三月兔家的方向。接著他就消失了，他露齒的笑容卻還在那兒，在空中浮現，這令愛麗絲注意到，她見過的貓大抵沒有笑臉，卻從沒見過只有貓的笑容而沒有其身。
然後，愛麗絲到三月兔的家裡去。那時三月兔、帽子先生（現多被稱為瘋帽子）和睡鼠正舉行瘋狂茶聚，愛麗絲因而成為茶聚的賓客。在這一章，睡鼠幾乎一直處於熟睡的狀態；其他人則向愛麗絲講謎語和軼事。瘋帽子向她透露，由於他受到懲罰，使時間永遠停留在下午六時，也就是下午茶時間，所以他們不得不整天都停留在茶點。言談之間，愛麗絲受到侮辱，又受不了謎題和故事的疲勞轟炸，決定離開。臨走前，她更斷言這是她去過最無聊的茶聚。

### 第八章：王后的槌球場（The Queen's Croquet Ground）
愛麗絲離開茶聚，走進了一個花園。她遇到三個嬉戲玩樂的紙牌僕人，他們正為討厭白玫瑰的紅心王后將樹上的白玫瑰塗上紅色。接著，更多紙牌僕人、國王和王后都列隊進入了花園，連白兔先生也來了。愛麗絲會見了國王和王后。那個王后很難討好，她說自己平日只要對事物有些微的不滿，就會大喊她的口頭禪「給我砍掉他的頭顱！」
王后邀請（或許有些人會認為那是命令）愛麗絲跟他們一起打槌球，可是，這場比賽很快便淪為一片混亂。他們把活生生的火烈鳥當作球棍，又把刺蝟當作球。接著，愛麗絲再一次遇上柴郡貓。紅心王后命人砍下柴郡貓的頭，劊子手卻抱怨他沒可能做到，因為他只能看見柴郡貓的頭。由於柴郡貓是屬於公爵夫人的，王后只好將公爵夫人從監獄釋放，再處理斬首的事。

### 第九章：假海龜的故事（The Mock Turtle's Story）
在愛麗絲的要求下，公爵夫人被帶到槌球場，她深思著身邊所有事物的意義。紅心王后打消了給柴郡貓斬首的念頭，並將愛麗絲介紹予鷲頭飛獅認識。鷲頭飛獅帶愛麗絲去找假海龜。假海龜雖然沒有什麼可悲的事情，卻感到極度失落。他訴說自己曾經在學校做過一隻真正的海龜。然而，鷲頭飛獅打斷了他的話，好讓他們能夠一起玩遊戲。

### 第十章：龍蝦方塊舞（Lobster Quadrille）
假海龜和鷲頭飛獅跳起龍蝦方塊舞，而愛麗絲則背誦「這是龍蝦的聲音」。最後假海龜替愛麗絲唱了首《甲魚湯》（Beautiful Soup），此時遠處傳來了「審判開始」的聲音，於是鷲頭飛獅帶著愛麗絲參加審判。

### 第十一章：誰偷了餡餅（Who Stole the Tarts?）
愛麗絲到了審判的場所，紅心騎士（Knave of Hearts）被控偷了紅心王后的餡餅。陪審團由各種動物擔任，包括蜥蜴比爾，白兔先生則擔任喇叭手。在審判期間，愛麗絲發現自己愈長愈大，睡鼠（dormouse）說愛麗絲無權以這麼快的速度長高，把他擠得喘不過氣。愛麗絲回道睡鼠的控訴荒謬，因為每個人都會長大，而她自己沒辦法停下這個過程。同時，瘋帽子和公爵夫人的廚師被傳喚作證，當這兩人的詢問結束以後，愛麗絲被白兔先生傳喚為下個證人。

### 第十二章：愛麗絲的證明（Alice's Evidence）
愛麗絲被傳為證人，當她站起來時因為長太大了而弄倒了陪審員席，國王只得命令審判暫停到陪審員回到席次上。國王和王后引用第42條規定：身高一英里以上者必須退出法庭，但愛麗絲否認並拒絕離開。最後，王后和愛麗絲在一陣爭吵以後，下令砍掉愛麗絲的頭，但愛麗絲並不怕，她認為他們只不過是紙牌。整副牌此時飛上天，又落到愛麗絲身上，愛麗絲正要揮去這些牌，卻發現自己在河邊醒來，頭還枕在姊姊的腿上，姊姊正揮去愛麗絲臉上的枯葉。愛麗絲把這個夢告訴姊姊，然後先離去了，姊姊則一邊想著愛麗絲的奇怪夢境，一邊恍惚地睡著了。

## 登場人物
- 首主角：愛麗絲
- 次主角：紅心王后（The Queen of Hearts）
- 紅心國王（英语：King of Hearts (Alice's Adventures in Wonderland)）（The King of Hearts）
- 紙牌僕人（The Playing Cards）
- 智蟲（The Cater pillar）
- 鷲頭飛獅/鷹頭獅/獅鷲（The Gryphon/Griffin）
- 瘋帽客（Mad Hatter）
- 三月兔（March Hare）
- 睡鼠（Dormouse）
- 柴郡貓（Cheshire Cat）
- 渡渡鳥（Dodo）
- 蜥蜴比爾（Bill the Lizard）
- 公爵夫人（Duchess）
- 老鼠（英语：Mouse (Alice's Adventures in Wonderland)）（The Mouse）
- 鴨子（Duck）
- 鸚鵡（Lory）
- 小鷹（Eaglet）
- 老螃蟹（Old Crab）
- 小螃蟹（Young Crab）
- 老喜鵲（Old Magpie）
- 金絲雀（Canary）
- 派德（Pat）
- 小狗（The Puppy）
- 鴿子（The Pigeon）
- 魚傭人（The Fish-Footman）
- 蛙傭人（The Frog-Footman）
- 廚娘（The Cook）
- 假海龜（The Mock Turtle）
- 愛麗絲的姊姊（Alice's sister）
- 紅心武士（英语：Knave of Hearts (Alice's Adventures in Wonderland)）（The Knave of Hearts）

## 電影與電視節目

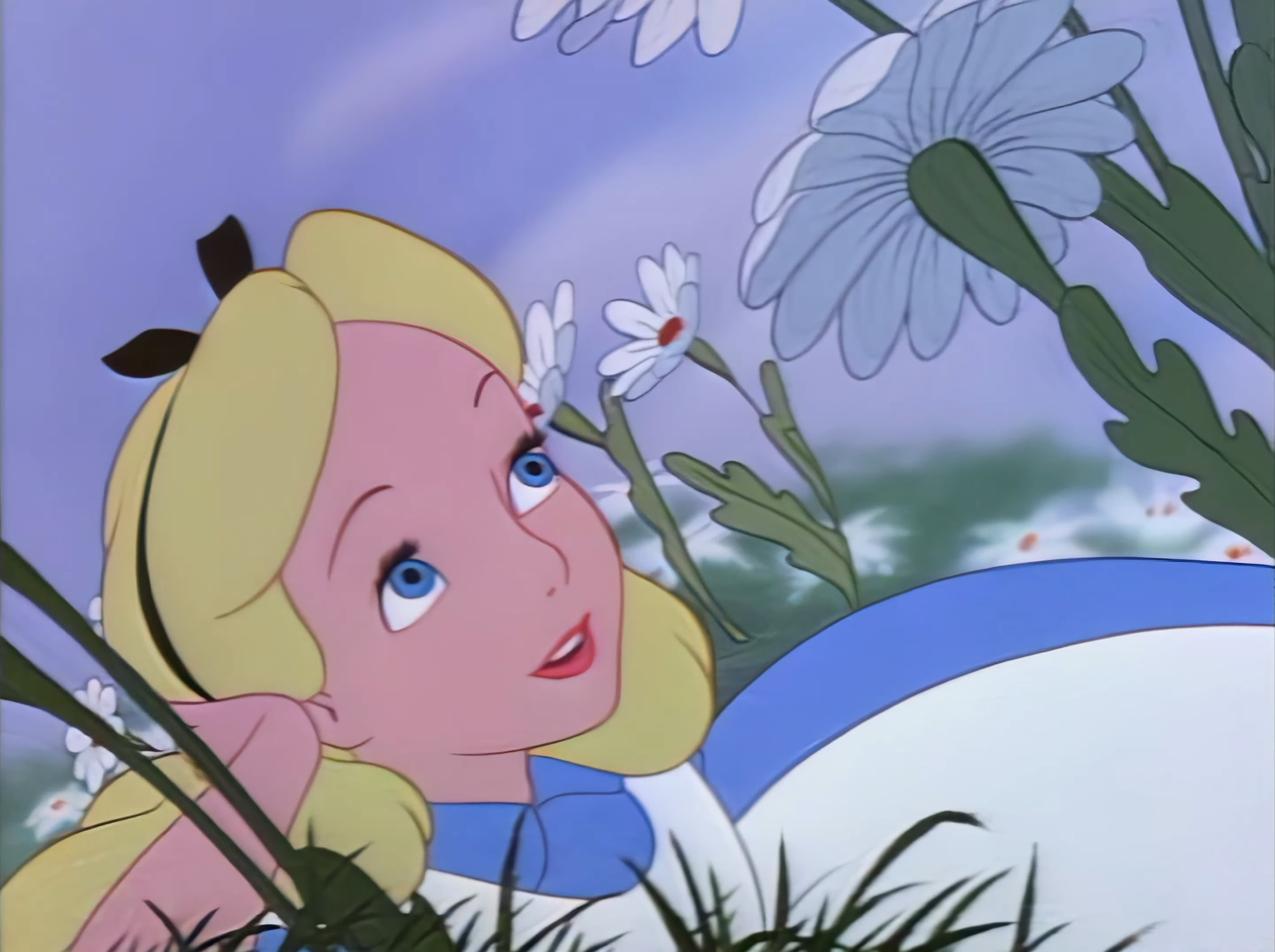
1951年動畫電影中的愛麗絲。

- 《爱丽丝梦游仙境》，1951年迪士尼公司發行的動畫電影。
- 《愛麗絲漫遊奇境_(1983年電視動畫)》，1983年日本與德國合作發行的電視動畫並於日本廣播協會、大阪電視台首播，這版愛麗絲與常見的愛麗絲不太一樣，身穿紅色的衣服，頭上也戴了紅色帽子。
- ，2010年迪士尼公司發行的3D動畫電影。
- ，2016年迪士尼公司發行的2D數位（含D-BOX）、3D、IMAX 3D、4DX動畫電影。
- 《與愛麗絲夢遊仙境 -Dive in Wonderland-》，2025年P.A.WORKS製作的動畫電影[10]。

## 評論
黃盛指出，《愛麗絲夢遊仙境》（和《愛麗絲鏡中奇遇》）根本就不是兒童讀物，更不應歸之於荒唐文學的範圍內。《愛麗絲夢遊仙境》有兩條主線：一是邏輯，一是語言哲學。一百多年來，中國人，包括第一位翻譯《愛麗絲夢遊仙境》的語言學家趙元任先生，完全誤解了路易斯·卡羅的「兒童故事」。卡羅的邏輯和數學觀念傾向於傳統和保守 ，但在語言哲學方面，卡羅的遊戲規則理論比维特根斯坦還要早半個世紀。

## 中译本
在中国，最早的译本是由著名语言学家赵元任翻译，1922年由商务印本馆出版，原名为《阿丽思漫游奇境记》。
1931年被当时的中华民国湖南省禁止，不是因为该书提到了迷幻物质，而是因为其中包含会说话的动物，湖南省省长表示，将“动物和人类放在同一个层级上”进行描绘是“灾难性的”。
二十一世紀較為突出的是張華的譯注本《挖開兔子洞》（2010年，遠流，ISBN 9789573266037）和《愛麗絲鏡中棋緣》（2011年，遠流，ISBN 9789573268871），多款圖解諸如愛麗絲身高變化拉頁圖示、棋譜詳解，在中譯本中尤為罕見。張華之後繼續修訂前譯，補充譯注和資料，將兩書合併成《解讀愛麗絲》（2024年，漫遊者文化，ISBN 9789864898992）。

## 外部連結
- Lenny's Alice in Wonderland site（页面存档备份，存于） contains background info, pictures, full texts, story origins, literary analyses, and more.
- Website devoted to Alice in Wonderland and its derivations（页面存档备份，存于）
- Wonderland.Wik.is Alice in the World（页面存档备份，存于） wiki about Alice's translations
- Bertrand Russell talks about Alice in Wonderland and Lewis Carroll on CBS Radio
- Film, video, theatrical, recorded, radio and television productions（页面存档备份，存于）